# Seconda battaglia di St Albans
La seconda battaglia di St Albans ebbe luogo il 17 febbraio 1461 durante la Guerra delle Due Rose nella città di St Albans in Hertfordshire, la prima battaglia invece è stata combattuta nel 1455.

## Avanzata dei Lancaster
Il vittorioso esercito dei Lancaster iniziò ad avanzare a sud verso Londra. Era guidato da nobili relativamente giovani come il duca di Somerset, il conte di Northumberland e Lord Clifford, i cui padri erano stati uccisi da York e Warwick nella prima battaglia di St Albans. L'esercito conteneva contingenti sostanziali dal West Country e dagli Scottish Borders e viveva in gran parte di saccheggi mentre marciavano verso sud.
La morte di Riccardo di York lasciò il figlio diciottenne Edoardo, conte di March, come pretendente al trono degli York. Quindi condusse un esercito nella Marche gallesi, mentre Warwick ne guidò un altro a Londra e nel sud-est. Naturalmente intendevano unire le loro forze per affrontare l'esercito di Margherita, ma Edoardo fu ritardato dalla necessità di affrontare un altro esercito Lancasteriano dal Galles guidato da Jasper Tudor e suo padre Owen Tudor. Il 2 febbraio, Edoardo sconfisse l'esercito di Tudor nella battaglia di Mortimer's Cross.
Warwick con il Re Enrico prigioniero al seguito, nel frattempo si mosse per bloccare la rotta dell'esercito della Regina Margherita verso Londra. Prese posizione a nord di St Albans a cavallo della strada principale da nord (l'antica strada romana conosciuta come Watling Street), dove istituì diverse difese fisse, inclusi cannoni e ostacoli come triboli e pavimenti tempestati di punte. Parte delle sue difese consisteva nell'antico terrapieno belga noto come Beech Bottom Dyke. Le forze di Warwick furono divise in tre "Battle" come era consuetudine chiamarle all'epoca. Il duca di Norfolk ne guidò una in posizione avanzata a destra e il fratello di Warwick, John Neville comandò quella posteriore a sinistra.
Sebbene forti, le linee di Warwick erano rivolte solo a nord. Margherita sapeva delle disposizioni di Warwick, probabilmente tramite Sir Henry Lovelace, una delle guardie della famiglia di Warwick. Lovelace era stato catturato dai Lancaster a Wakefield ma era stato risparmiato dall'esecuzione e rilasciato, e credeva che gli fosse stata offerta la vacante contea di Kent come ricompensa per aver tradito Warwick. Alla fine del 16 febbraio, l'esercito di Margherita sterzò bruscamente verso ovest e conquistò la città di Dunstable. Circa 200 persone locali sotto la macelleria del paese hanno cercato di resistere, ma sono state facilmente disperse. Gli "scrutatori" di Warwick non riuscirono a rivelare questa mossa tattica.

## La battaglia
Da Dunstable, le forze di Margherita si spostarono di notte a sud-est, verso St Albans. Le principali forze dei Lancaster attaccarono la città poco dopo l'alba. Prendendo d'assalto la collina oltre l'Abbazia, furono affrontati da arcieri Yorkisti nel centro della città che spararono contro di loro dalle finestre della casa. Questo primo attacco fu respinto e, mentre si raggruppavano al guado sul fiume Ver, i comandanti dei Lancaster cercarono un'altra via per entrare in città. Quando successivamente fu trovata, un secondo attacco venne lanciato lungo la linea di Folly Lane e Catherine Street. Questo secondo attacco non incontrò opposizione e gli arcieri degli York in città furono aggirati. Tuttavia continuarono a combattere casa per casa, resistendo per diverse ore.
Dopo aver conquistato la città, i Lancaster si diressero a nord verso John Neville posizionato su Bernards Heath. In condizioni umide, molti dei cannoni e delle pistole degli York non poterono sparare, poiché la loro polvere era stata bagnata. Warwick trovò difficile far uscire le sue altre unità dalle loro fortificazioni e disporle per affrontare i Lancaster, così che le truppe Yorkiste entrarono in azione una per una invece che in modo coordinato. La formazione della retroguardia, nel tentativo di rafforzare i difensori della città, fu impegnata e dispersa. Fu suggerito che il contingente del Kent nell'esercito degli York sotto Lovelace abbia disertato a questo punto, causando ulteriore confusione nei ranghi degli York, anche se gli storici suggeriscono che il ruolo di Lovelace come "capro espiatorio" fu creato da Warwick come scusa salva-faccia per mascherare la sua "cattiva gestione totale" della formazione. Sicuramente è certo che Lovelace non fu punito dopo la battaglia di Towton.
Nel tardo pomeriggio, i Lancaster attaccarono a nord-est da St Albans per ingaggiare i gruppi Yorkisti sotto Warwick e Norfolk. All'imbrunire, Warwick si rese conto che i suoi uomini erano in inferiorità numerica e sempre più demoralizzati, e si ritirò con le sue forze rimanenti, circa 4000 uomini a Chipping Norton nell'Oxfordshire.
Un annalista ha stimato il totale dei morti in 2000 uomini. Un anonimo cronista ha fornito la cifra esatta di 1916.

## Conseguenze
Quando gli York si ritirarono, lasciarono dietro di sé il perplesso Re Enrico, che si suppone abbia trascorso la battaglia, seduto sotto un albero, cantando. Due cavalieri (l'anziano Lord Bonville e Sir Thomas Kyriell, un leader veterano della Guerra dei cent'anni) avevano giurato di non fargli del male e rimasero con lui per tutto il tempo. La mattina dopo Margherita chiese a suo figlio, Edoardo di Westminster di sette anni, come (e non se), i due entrambi Cavalieri della Giarrettiera dovevano morire. A questo punto Edoardo, influenzato da questo suggerimento li fece decapitare. John Neville era stato catturato ma gli era stata risparmiata l'esecuzione poiché il duca di Somerset temeva che suo fratello minore che era nelle mani degli York potesse essere giustiziato per rappresaglia.
Enrico nominò cavaliere il giovane principe Edoardo, che a sua volta nominò cavaliere trenta capi dei Lancaster. Uno era Andrew Trollope, un capitano esperto che aveva abbandonato gli York nella battaglia di Ludford Bridge nel 1459 e che molti ritenevano avesse pianificato le vittorie dei Lancaster a Wakefield e St Albans. A St Albans si era ferito al piede calpestando uno dei triboli di Warwick, ma sosteneva comunque di aver ucciso quindici Yorkisti. William Tailboys è anche menzionato come cavaliere da Enrico VI dopo la battaglia.
Sebbene Margherita e il suo esercito potessero ora marciare senza opposizione su Londra, non lo fecero. La reputazione dell'esercito dei Lancaster per il saccheggio spinse i londinesi a sbarrare le porte. Questo a sua volta fece esitare Margherita, così come la notizia della vittoria di Edoardo di March a Mortimer's Cross. I Lancaster ripiegarono verso Dunstable, perdendo molti scozzesi e di frontiera che disertarono e tornarono a casa con il bottino che avevano già raccolto. Edoardo di March e Warwick entrarono a Londra il 2 marzo ed Edoardo fu rapidamente proclamato Re Edoardo IV d'Inghilterra. Nel giro di poche settimane aveva confermato la sua presa sul trono con una vittoria decisiva nella battaglia di Towton.
Forse la persona più significativa ad essere uccisa nella battaglia di St Albans, in termini dinastici fu John Grey di Groby, la cui vedova Elisabetta Woodville, sposò Edoardo IV nel 1464.

## Commemorazione 550º Anniversario
Per commemorare il 550º anniversario della battaglia, il Battlefields Trust ha ospitato una conferenza sulla battaglia dal 26 al 27 febbraio 2011, vicino al luogo della battaglia. La conferenza prevedeva autentiche ricreazioni del combattimento della Medieval Siege Society e una visita guidata al campo di battaglia e culminata in una messa per i caduti nella St Saviour's Church condotta da Father Peter Wadsworth.